# コロマン・モーザー
コロマン・モーザー（Koloman  Moser 1868年3月30日, ヴィーデン (ウィーン) - 1918年10月18日　ウィーン）は19世紀末から20世紀始めにウィーンで活躍したデザイナー。ウィーン分離派の一人。愛称はコーロ（Kolo）で、コーロ・モーザーとも呼ばれた。

## 略歴
ウィーンの名門学校、「Theresianum」の職員の息子に生まれ、商業学校で学んだ後、1885年に家族の反対をおして、ウィーン美術アカデミーの入学試験に登録し、合格した。1886年から1889年の間、アカデミーでフランツ・ランプラー（Franz Rumpler: 1848-1922）に学び、1889年から1890年はクリスティアン・グリーペンケールに学んだ。1890年から1893年の間はヨーゼフ・マティアス・トレンクヴァルトに学んだ。父親が1888年に亡くなった後は、ウィーンの雑誌に挿絵を描いて家族を養いながら修行を続けた。トレンクヴァルトの推薦ででオーストリア大公カール・ルートヴィヒの2人の娘の絵の教師の仕事もした。
1897年にウィーン分離派の共同創設者となり、分離派の雑誌『Ver Sacrum』の編集に関わり、挿絵を描いた。ウィーン分離派の行事や展覧会、組織運営の世話役を、単独もしくは他の芸術家と共に務めた。1898年11月に分離派の会館が開設された時、ファサードの装飾やエントランスホールのステンド・グラスなどのデザインもした。
絵画、インテリア、家具、ステンドグラス、本の装丁、ポスター、ファッションデザインなど様々な分野で活躍した才人。
1897年、クリムトが設立したウィーン分離派に参加。1900年、ウィーン美術学校の教授になった。1903年、銀行家フリッツ・ヴェルンドルファーやヨーゼフ・ホフマンと共にウィーン工房を設立。工房の中心になって活躍したが、4年ほどで工房を離れた。
- 建築家オットー・ワーグナーと関わりが深く、アム・シュタインホーフ教会のステンドグラスや祭壇なども制作した。

1916年に喉頭がんを患い、2年後に死去した。

## 作品

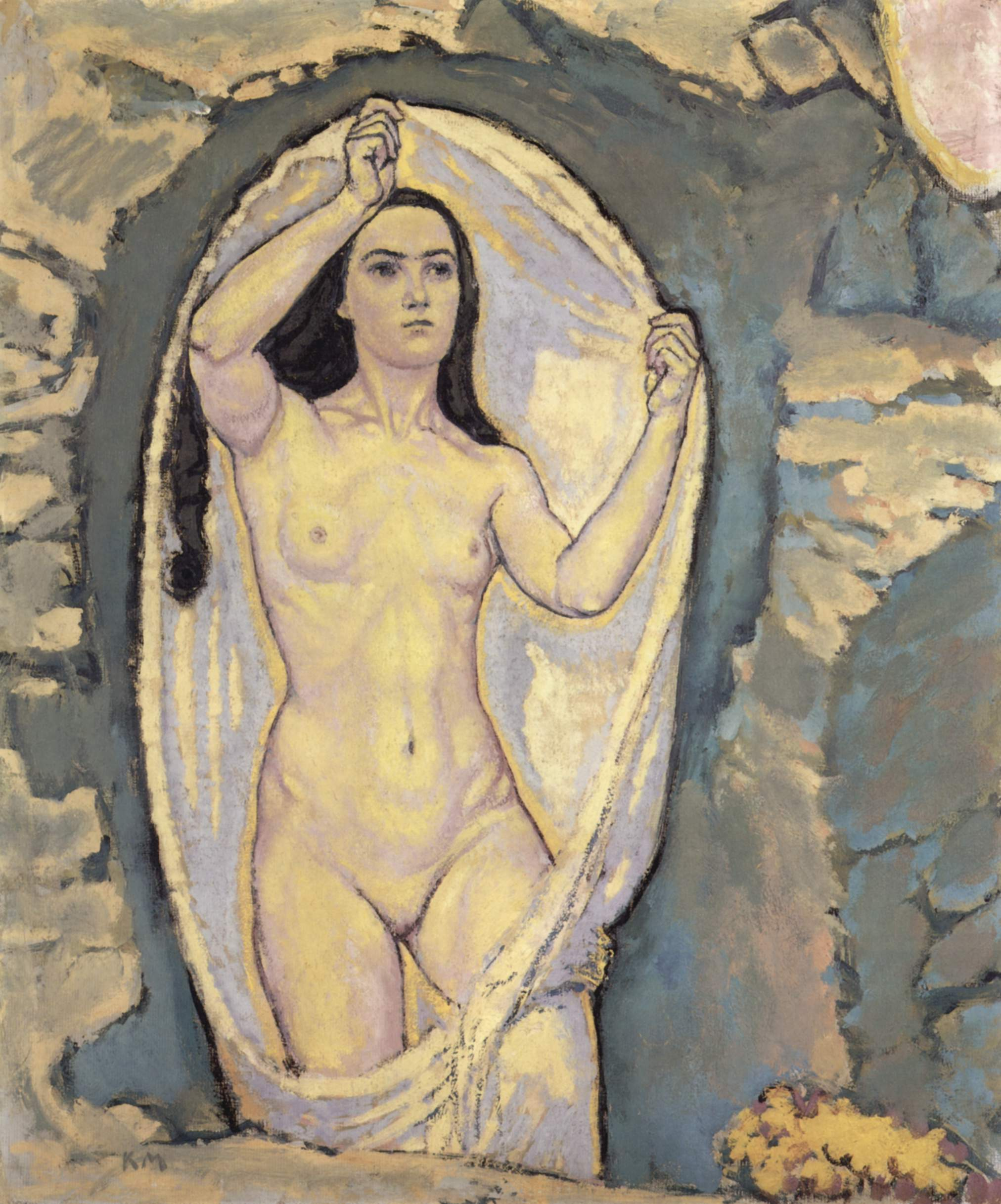
洞窟の中のヴィーナス (ca. 1915)
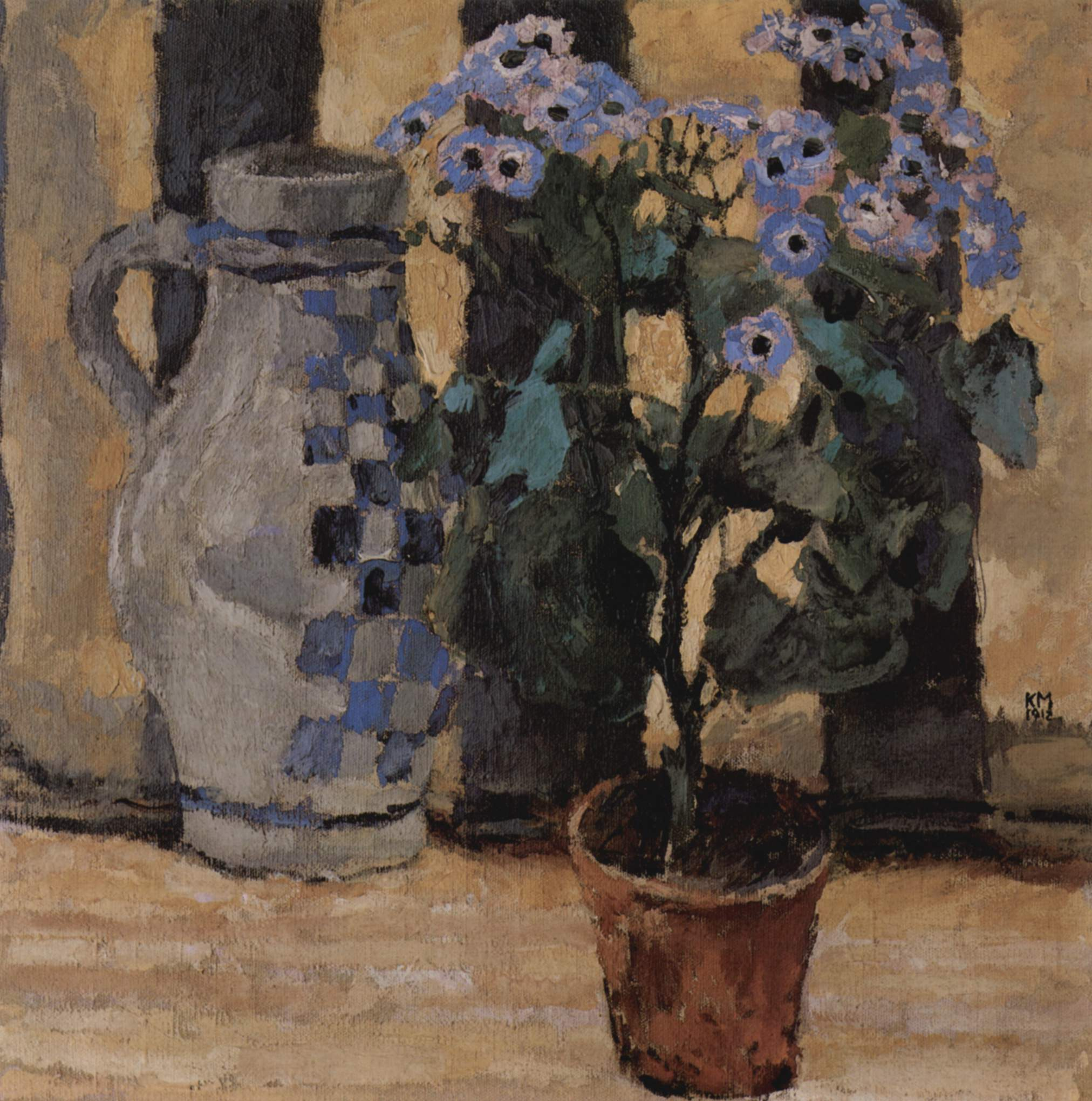
花の鉢と水差し (1912)
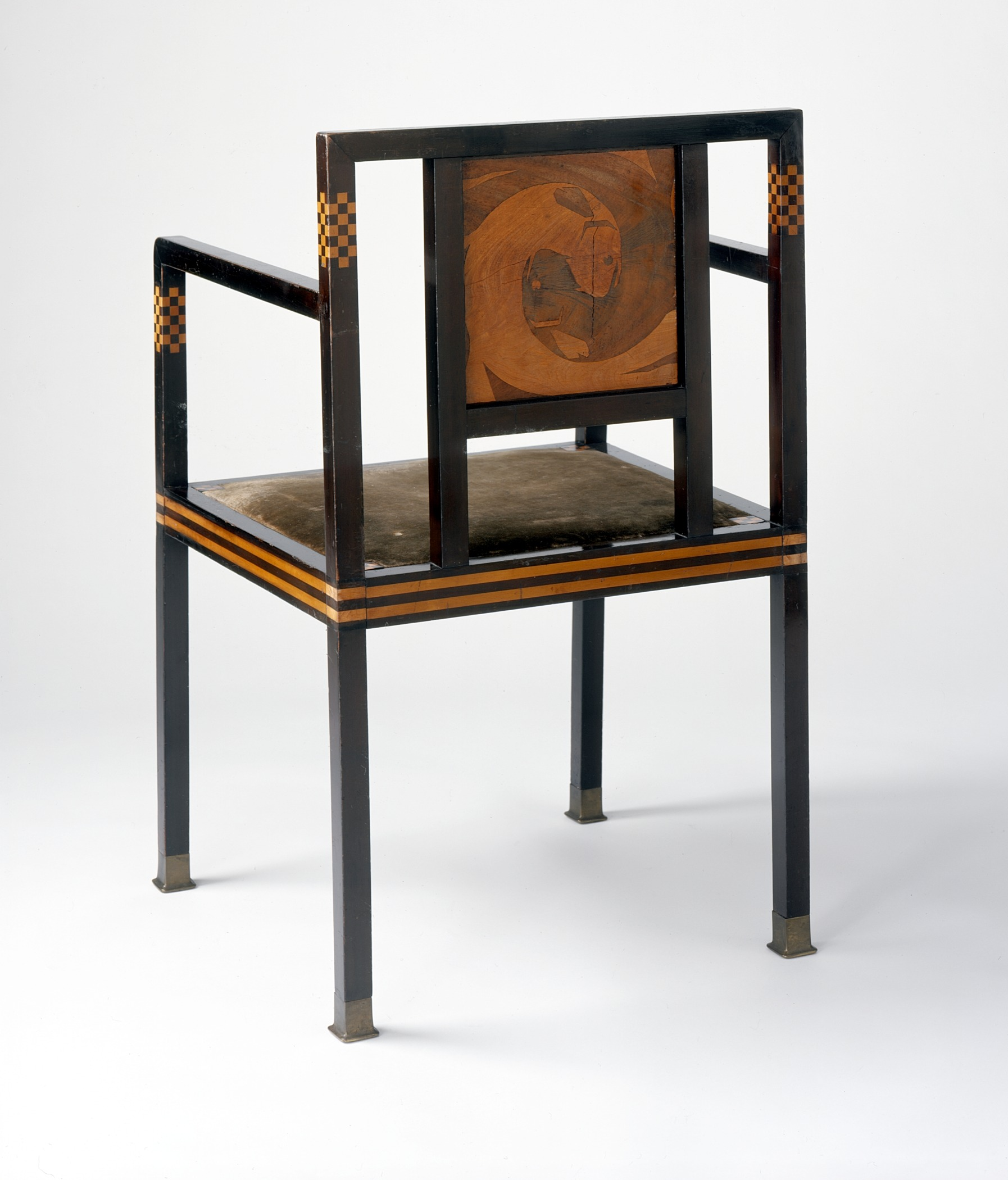
アームチェア
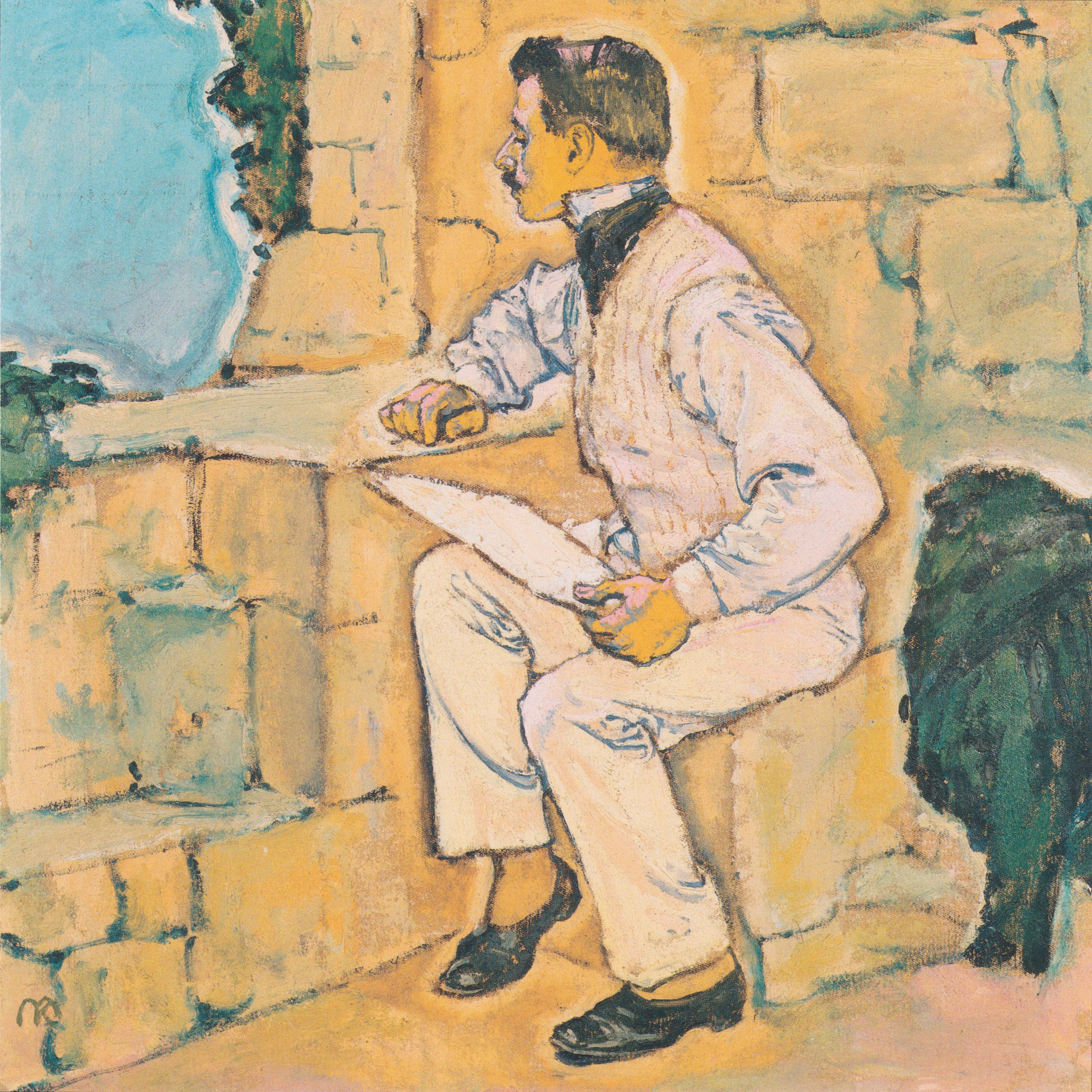
自画像 (ca.1914)

## 文献案内
- Maria Rennhofer: "Koloman Moser". Brandstätter 2002, ISBN 3-85498-123-6
- Stefan Üner: Koloman Moser. The Photographic Eye, in: PhotoResearcher, No 31, Vienna 2019, p. 134–147.
- Stefan Üner: Die Kunst der Präsentation. Koloman Moser als Ausstellungsdesigner, in: Parnass, 4/2018, p. 22–24.
- Stefan Üner: The Art Of Presentation. Koloman Moser As Exhibition Designer, Dissertation. University of Applied Arts Vienna, Vienna 2016
- Fenz, Werner (1984). Koloman Moser. Salzburg: Residenz Verlag. ISBN 3-7017-0369-8
- Leopold, Rudolph; Gerd Pichler (2007). Koloman Moser: 1868-1918. Catalog of the Kolo Moser exhibition in the Leopold Museum (25 May 2007–10 September 2007). Munich: Prestel Publishing. ISBN 978-3-7913-3879-8
- Moser, Koloman (1998). Turn-of-the-Century Viennese Patterns and Designs. Dover Pictorial Archives. New York: Dover Publications. ISBN 978-0-486-40269-7
- Rennhofer, Maria (2002). Koloman Moser: Master of Viennese Modernism. London: Thames & Hudson. ISBN 978-0-500-09306-1
- Salm-Salm, Marie-Amelie (2005). Klimt, Schiele, Moser, Kokoschka. Paris: Editions de la Réunion des musées nationaux. ISBN 0-85331-934-0
- Staggs, Janis (2008). Wiener Werkstatte Jewelry. Ostfildern-Ruit: Hatje Cantz. ISBN 3-7757-2165-7